# On the street
《on the street》는 2023년 3월 3일에 발매된 대한민국의 보이그룹 방탄소년단의 멤버 제이홉과 미국의 래퍼 제이 콜의 싱글이다.

## 배경 및 발매
제이홉은 그의 데뷔 솔로 음반 Jack In The Box를 2022년 7월에 발매했다. 음반은 빌보드 200에서 17위에 데뷔했으며, 두 타이틀곡 'MORE'과 '방화 (Arson)'는 빌보드 핫 100에 데뷔했다. 그는 그러고 9월에 크러쉬의 싱글인 'Rush Hour'에 피처링으로 참여했다. 2023년 2월 26일에 빅히트 뮤직은 제이홉이 입대의 절차를 밟고 있으며 그의 입대를 앞두고 있다고 공지했다. 짧게 이후에, 레이블은 'on the street'이라는 제목을 가진 제이홉의 새 싱글의 3월 3일 발매에 대한 공지를 올렸다.
뉴욕의 골목과 거리 위에서 포즈하는 제이홉을 보여주는 네 장의 티저 포토는 2023년 3월 1일에 빅히트의 소셜 미디어 계정을 통해 공유되었으며, 제이홉 또한 그의 인스타그램에 사진을 공유했다. 미국의 래퍼 제이 콜도 노래에 참여했다는 사실은 3월 2일에 유튜브에 업로드 된 뮤직비디오 티저에서 공개됐다. 제이홉은 그의 유년과 커리어 전반에서 제이콜의 팬이었다. 그는 2014년 방탄소년단의 '힙합성애자'라는 곡에서 Cole World (2011)와 'Friday Night Lights' 믹스테이프를 인용했으며, 제이콜을 그의 뮤즈로 여기고, 자신에게 음악적으로 영향을 준 사람으로 그를 여러 번 언급하기도 했다. 둘은 2022년 7월에 모두 헤드라이너로 공연했던 롤라팔루자에서 처음 만났다. Jack In The Box의 작업과 롤라팔루자의 준비 과정을 담은 다큐멘터리 제이홉 인 더 박스에서 제이홉은 제이콜이 자신이 가수가 되어야겠다는 꿈을 가지게 해준 아티스트라고 말했다.

## 음악 및 가사
on the street의 제목은 스트리트댄스에 내려진 제이홉의 뿌리를 의미하며 그가 팬들과 함께 "계속 같이 걸어갈" 길을 상징한다. 빅히트 뮤직의 발매에 따라, "스트릿" 모티프는 또한 "많은 사람들의 일상이 지나가는 곳"이기에 "인생의 비유"로 해석될 수 있다. 제이홉이 "그를 아티스트로서 응원하는 모두"에게 보내는 "의미 있는 선물"임을 의도하며, 이 곡은 프로듀서로도 활약한 제이홉, 제이콜, 그리고 피독에 의해 만들어졌다. on the street는 로피 힙합 장르로 "휘파람으로 된 훅이 붐뱁과 어우러진" 곡이며 "듣기에 쉬운 멜로디"를 가졌다. 스테레오검의 톰 브레이햄은 "제이홉의 휘파람 소리로 된 멜로디에 활기찬 비트를 가진" "팝 랩" 노래라고 묘사했다. 가사적으로, 이 곡은 "마음이 따뜻해지는 가사"와 "희망적인 메시지"를 담고 있다. 제이홉의 벌스는 대부분 한국어로 되어 있지만, 몇몇 부분은 영어로 되어 있다.
제이홉은 그의 팬들을 지칭하며, "Every time I walk / Every time I run / Every time I move / As always, for us"라고 부르며 노래를 시작한다. 그 뒤를 이어 "Even my walk was made of your love and your faith"라고 랩한다. 그는 성장에 대해 이야기하는데, 다른 사람들에게 "희망의 상징이 되기 위해 최선을 다함으로써" 성장에 대해 이야기하며(코러스 중 "Even my walk was made of your love and your faith"라는 가사에서), 듣는 이들이 "어디를 걸어가든지 희망적으로 살라고" 격려한다("go on hopefully, wherever you walk" 가사에서). 제이콜의 벌스가 뒤를 따르고, "'All hail the mighty survivor of hell…/ Fought tooth and nail/ Just to prevail 'mongst its most ruthless'라는 가사를 통해 그가 지나온 길을 감사의 눈으로 바라보는", "솔직한, 자신을 돌아보는 구간"이다. 그는 이어서 "As the moon jumps over the cow/ I contemplate if I should wait to hand over the crown/ And stick around for a bit longer/ I got a strange type of hunger"라는 가사에서 아티스트로서 그의 미래에 대한 고민을 이야기한다. 제이홉은 노래의 막을 내리기 위해 "힘찬 코러스"를 반복하는데, "Cole World"에게 하는 샤라웃을 포함한다.

## 수상
노래는 2023년 3월 9일과 16일에 엠카운트다운에서 1위를 차지했다.

## 차트

### 주간 차트
| 차트 (2023)                      | 최고 순위 |
| -------------------------------- | --------- |
| 오스트레일리아 (ARIA)            | 83        |
| 캐나다 (캐나디안 핫 100)         | 58        |
| 빌보드 200 (빌보드)              | 16        |
| 그리스 인터내셔널 (IFPI)         | 59        |
| 헝가리 (싱글 Top 40)             | 2         |
| 인도 인터내셔널 싱글 (IMI)       | 14        |
| 아일랜드 (IRMA)                  | 57        |
| 일본 (재팬 핫 100)               | 75        |
| 일본 디지털 싱글 (오리콘)        | 2         |
| 리투아니아 (AGATA)               | 74        |
| 네덜란드 (싱글 톱 100)           | 30        |
| 뉴질랜드 핫 싱글 (RMNZ)          | 4         |
| 포르투갈 (AFP)                   | 131       |
| 싱가포르 (RIAS)                  | 20        |
| 대한민국 (써클)                  | 36        |
| 영국 싱글 (오피셜 차트 컴퍼니)   | 37        |
| 영국 알앤비 (오피셜 차트 컴퍼니) | 24        |
| 미국 (빌보드 핫 100)             | 60        |
| 미국 (핫 알앤비/힙합 송)         | 14        |
| 베트남 (베트남 핫 100)           | 20        |

### 월간 차트
| 차트 (2023)     | 순위 |
| --------------- | ---- |
| 대한민국 (써클) | 36   |